# Mercedes Vecino Francés
Mercedes Vecino Francés (Melilla, 5 de febrer de 1916 - Alacant, 28 d'agost de 2004) va ser una actriu i vedet de sarsuela espanyola.

## Biografia
Nascuda a Melilla en una família de militars, s'introdueix al món de l'espectacle gràcies a l'empresari Luis Calvo, debutant com a corista el 1936. Finalitzada la Guerra Civil espanyola es va instal·lar a Barcelona on treballa a diferents muntatges de sarsueles i revistes, arribant a segona vedet en la companyia de Celia Gàmez.
Debuta al cinema en la pel·lícula El sobre lacrado (1941), de Francisco Gargallo. Un any després ja farà el seu primer paper com a protagonista en La culpa del otro (1942), d'Ignacio F. Iquino, on representa el paper d'una soferta esposa que ha de defensar al seu marit d'una incerta acusació de robatori i assassinat.
Posteriorment tornarà a treballar amb Iquino en Los ladrones somos gente honrada (1942) i El Pobre Rico (1942), on va protagonitzar el primer petó que es va donar al cinema espanyol i on comença a construir la seva imatge de dona fatal, un rol en el qual s'especialitza en la seva etapa d'activitat al cinema.
En 1943 participa en El abanderado, d'Eusebio Fernández Ardavín. En aquest film el seu personatge no persegueix el poder, un estatus o diners, sinó aconseguir l'amor veritable, i per això acabarà expiant els seus pecats en un convent. També el 1943 va participar en El escándalo, de José Luis Sáenz de Heredia, primera pel·lícula espanyola de postguerra en la qual es va autoritzar la representació d'una relació d'infidelitat. Aquest fet va provocar un debat del qual deixaria constància Antonio García Figar en diverses editorials de la revista Primer Plano.
En 1944 participa a Lecciones de buen amor, de Rafael Gil, interpretant a Leonor. En aquest film el seu personatge, amant de fer tabola, manté una relació amb el protagonista, l'advocat Federico, qui finalment prefereix casar-se amb la seva humil i abnegada secretària.
Vecino també va interpretar papers còmics, normalment aparellada amb actors majors que ella i allunyats dels galants anteriors. Així ho demostra a Un enredo de familia (1943), d'Ignacio F. Iquino, i també a El rey de las finanzas (1944), de Ramón Torrado. En aquests papers, el joc de la seducció serà sempre un instrument que no tindrà conseqüències més enllà del simple acte lúdic.
Una de les últimes pel·lícules de Vecino va ser Paraíso sin Eva (1944), de Sabino Antonio Micón, on farà el paper de Marisa, una dona que regenta un centre femení de dones enfrontat en una guerra de sexes al club Misogamia.

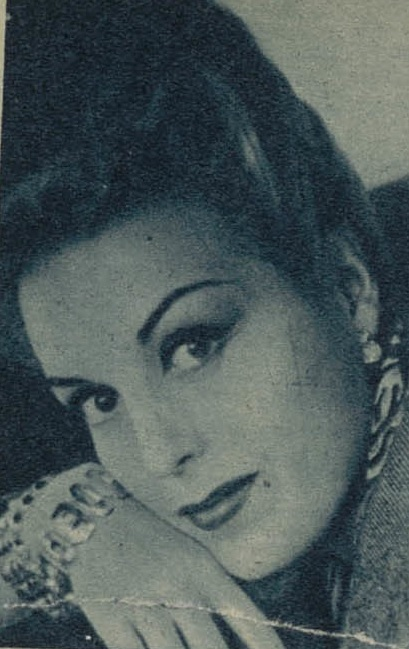
Mercedes Vecino el 1944

Vecino va anunciar la seva retirada del cinema el 1944 per dedicar-se en exclusiva al teatre. Malgrat això, tornarà al a fer cinema de manera ocasional, com ara per a interpretar a la reina Isabel II d'Espanya a ¿Dónde vas Alfonso XII? (1958), de Luis César Amadori; també actuarà a La verbena de la Paloma (1963), de José Luis Sáenz de Heredia, Currito de la Cruz (1965), de Rafael Gil, o ¿Qué hacemos con los hijos? (1966), de Pedro Lazaga.
Va estar casada amb José Vaquero, representant artístic de conegudes folklòriques com Lola Flores o Carmen Sevilla.

## Filmografia
- El sobre lacrado (1941), de Francisco Gargallo.
- Los ladrones somos gente honrada (1942), d'Ignacio F. Iquino.
- La madre guapa (1942), de Félix de Pomés.
- La culpa del otro (1942), d'Ignacio F. Iquino.
- El pobre rico (1942), d'Ignacio F. Iquino.
- El escándalo (1943), de José Luis Sáenz de Heredia.
- Boda accidentada (1943), d'Ignacio F. Iquino.
- Un enredo de familia (1943), d'Ignacio F. Iquino.
- El abanderado (1943), d'Eusebio Fernández Ardavín.
- Lecciones de buen amor (1944), de Rafael Gil.
- El testamento del virrey (1944), de Ladislao Vajda.
- El rey de las finanzas (1944), de Ramón Torrado.
- Paraíso sin Eva (1944), de Sabino Antonio Micón.
- ¿Dónde vas, Alfonso XII?, de Luis César Amadori.
- Cariño mío (1961), de Rafael Gil.
- Mara (1961), de Miguel Herrero.
- La verbena de la Paloma (1963), de José Luis Sáenz de Heredia.
- Currito de la Cruz (1965), de Rafael Gil.
- ¡Es mi hombre! (1966), de Rafael Gil.
- ¿Qué hacemos con los hijos? (1967), de Pedro Lazaga.
- Pepa Doncel (1969), de Lluís Lúcia.